# Borgo Castello nel parco de La Mandria
Le  Borgo Castello nel parco de La Mandria est un château situé à Venaria Reale dans la ville métropolitaine de Turin.

## Histoire
Ce château fut l'une des résidences de la maison de Savoie en Piémont, restaurée et aménagée  par Ernesto Melano, architecte et ingénieur de la cour.
Il a été reconnu et inscrit au patrimoine de l'humanité de l'UNESCO en 1997.

## Le Borgo Castello au cinéma
Le Borgo Castello  sert de lieu de tournage pour le film Passion d'amour réalisé par Ettore Scola et sorti en 1981 avec Bernard Giraudeau, Valeria D'Obici, Jean-Louis Trintignant, Laura Antonelli, Massimo Girotti et Bernard Blier. Il est tiré de  Fosca le plus célèbre roman d'Iginio Ugo Tarchetti paru en 1869.

## Sources
1. ↑  Fosca (1869), œuvre inachevée complétée par Salvatore Farina Traduit en français sous le titre Passion d'amour, traduit par Bernard Guyader, Paris, Plon, 1981 ; réédition de la même traduction révisée sous le titre Fosca, Paris, Éditions du Sonneur, 2009  (ISBN 978-2-916136-18-9)

- (it) Cet article est partiellement ou en totalité issu de l’article de Wikipédia en italien intitulé « Borgo Castello nel parco de La Mandria » (voir la liste des auteurs).